# 데니스 로메달
데니스 로메달(덴마크어: Dennis Rommedahl, 1978년 7월 22일, 덴마크 코펜하겐 ~ )은 덴마크의 은퇴한 축구 선수이다.
로메달은 덴마크 축구 국가대표팀에서 통산 126경기에 출장해 21골을 기록하였으며, 2002년 FIFA 월드컵, 유로 2004, 2010년 FIFA 월드컵에 출전한 바 있다. 2007년과 2010년에는 덴마크 올해의 선수(Danish Footballer of the Year)에 선정되는 기쁨을 안기도 했다.

## 수상
- 네덜란드 에레디비시 : 1997, 2000, 2001, 2003
- 네덜란드 슈퍼컵 : 1998, 2000, 2001, 2003, 2007
- 수페르리가 엘라다 : 2011

## 같이 보기
- A매치 100경기 이상 출전한 축구 선수 명단